# 5229 Irurita
5229 Irurita este un asteroid din centura principală de asteroizi.

## Descriere
5229 Irurita este un asteroid din centura principală de asteroizi. A fost descoperit pe 23 februarie 1987 la Observatorul La Silla de Henri Debehogne. Asteroidul prezintă o orbită caracterizată de o semiaxă mare de 3,12 ua, o excentricitate de 0,16 și o înclinație de 5,7° în raport cu ecliptica.